# Cariton
Il cariton (lemma piemontese, anche riportato con la grafia arcaica di caritôn o, talvolta, con quella errata di caritun) è un dolce tradizionale di alcuni comuni piemontesi, in Italia.
Trattasi di una focaccia dolce farcita di uva fragola e spolverata di granella di zucchero. Essendo a forte stagionalità, il cariton viene preparato solo durante l'autunno e durante le prime settimane dell'inverno.

## Storia
I pani della carità hanno origini molto antiche, e la loro distribuzione in Piemonte è legata alle ricorrenze dei santi patroni. Un tempo preparati usando gli avanzi della pasta usata per fare il pane e salati, i pani della carità divennero veri e propri dolci quando iniziarono a essere preparati con farina dolcificata, burro e frutta. La tradizione di preparare il cariton con l'uva fragola proviene dall'usanza di far seccare grappoli nelle aree più secche delle cascine per consumarli durante l'inverno. Il primo documento che parla di "cariton" venne ritrovato nell’archivio parrocchiale di Vinovo del 1726, e descrive una grandinata i cui chicchi erano grandi "giusto come si fanno qui li cariton del pane, che si portano a benedire in varie feste dell’anno; e cioè di forma rotonda cò denti all’intorno et queste di larghezza circa due palmi." Il cariton è un prodotto agroalimentare tradizionale del Piemonte e ha ricevuto una denominazione comunale d'origine da parte dei comuni di Lombriasco, Piobesi Torinese e Castagnole Piemonte.

## Alimenti simili e varianti
Esistono diverse varianti del cariton diffuse in tutta la Regione. A volte, la focaccia può essere riempita con le mele al posto dell'uva o spennellata di uovo al posto dello zucchero.
I cosiddetti caritin sono piccoli dolci un tempo distribuiti dalle confraternite cristiane e messi all'asta per raccogliere fondi per l'assistenza durante il Settecento (una tradizione però ancora viva nel comune di Portacomaro).
Il caritoun di Rifreddo celebra Sant'Antonio e si prolunga fino a formare una piccola croce.
Una variante salata del cariton è il cosiddetto carità (anche conosciuto come "pan santo" o "pan benedetto"), che, secondo la ricetta di Vittorio di Sant'Albino del 1859, contiene pepe e zafferano.
In Toscana viene prodotto un dolce simile (la schiacciata con l'uva) dove però gli acini sono mescolati all’impasto.